# 四川省科学城第一中学
四川省科学城第一中学简称科学城一中，是中国工程物理研究院（九院）于1990年创办的一所高中，由九院院内有30多年办学历史的九所高中经过调整、优化，组建成立。